# GraphicsGale
GraphicsGale es un editor de gráficos rasterizados para Windows, creado por Humanbalance Ltd. Está diseñado para crear y editar Sprites y animaciones píxel art. Siendo previamente de pago, fue liberado como freeware a partir del 18 de junio de 2017. Fue uno de los seis programas recomendados en 2017 para pixel art por PC Gamer.

## Características
GraphicsGale presenta una interfaz que utiliza capas, fotogramas y celdas (intersecciones entre capa y fotograma). 
El programa cuenta con herramientas de dibujo comunes a otros editores de gráficos bitmap como el lápiz, goma de borrar y herramienta de rellenado, y diversas herramientas de selección. 
Algunas características poco comunes en programas similares y presentes en este son: la posibilidad de escanear directamente del papel imagen, la posibilidad de imprimir múltiples fotogramas directamente desde el programa, y la carga y guardado de cursores de Windows.

## Formatos de archivo soportado
- GAL: El formato de archivo nativo de GraphicsGale. Usa compresión sin pérdidas, y permite guardar capas, animaciones y paletas.
- Formatos que puede leer: GIF, ICO, CUR, ANI, AVI, GAL, BMP, DIB, JPEG, PNG, TGA, TIFF, SusiePlugin.
- Formatos que puede guardar: GIF, ICO, CUR, ANI, AVI, GAL, BMP, DIB, JPEG, PNG, TGA, TIFF.